# Gastronomia de les Illes Fèroe
La gastronomia feroesa és la cuina que s'ha desenvolupat tradicionalment a l'arxipèlag de les illes Fèroe, a l'Atlàntic Nord. A causa de la seva ubicació la gastronomia feroesa és molt senzilla i alhora extremadament complexa.

## Història
L’aliment original de les Illes Fèroe era principalment el de la població animal de l'arxipèlag, principalment ovelles, ocells dels penya-segats, aus i de peixos i balenes. El clima no és el millor per al conreu de cereals, verdures, fruites, etc., i les verdures i fruites no han tingut mai una gran importància. Tanmateix els cereals sí que han estat importants per a la cuita de pa i per a alimentar el bestiar. No va ser fins a finals del segle xix que les patates es van fer habituals, tot i que la gent ja les coneixia des de feia temps. En el seu lloc, cuinaven naps feroesos a l'hora de sopar. En el passat, els feroesos obtenien vitamina C principalment del ruibarbre i d’una planta similar anomenada kvonn, que creixen bé a les Illes Fèroe; el ruibarbre encara es cultiva per a ús propi, però el kvonn ja no és habitual. La vitamina D encara s'obté de peixos grassos i del greix de balena.

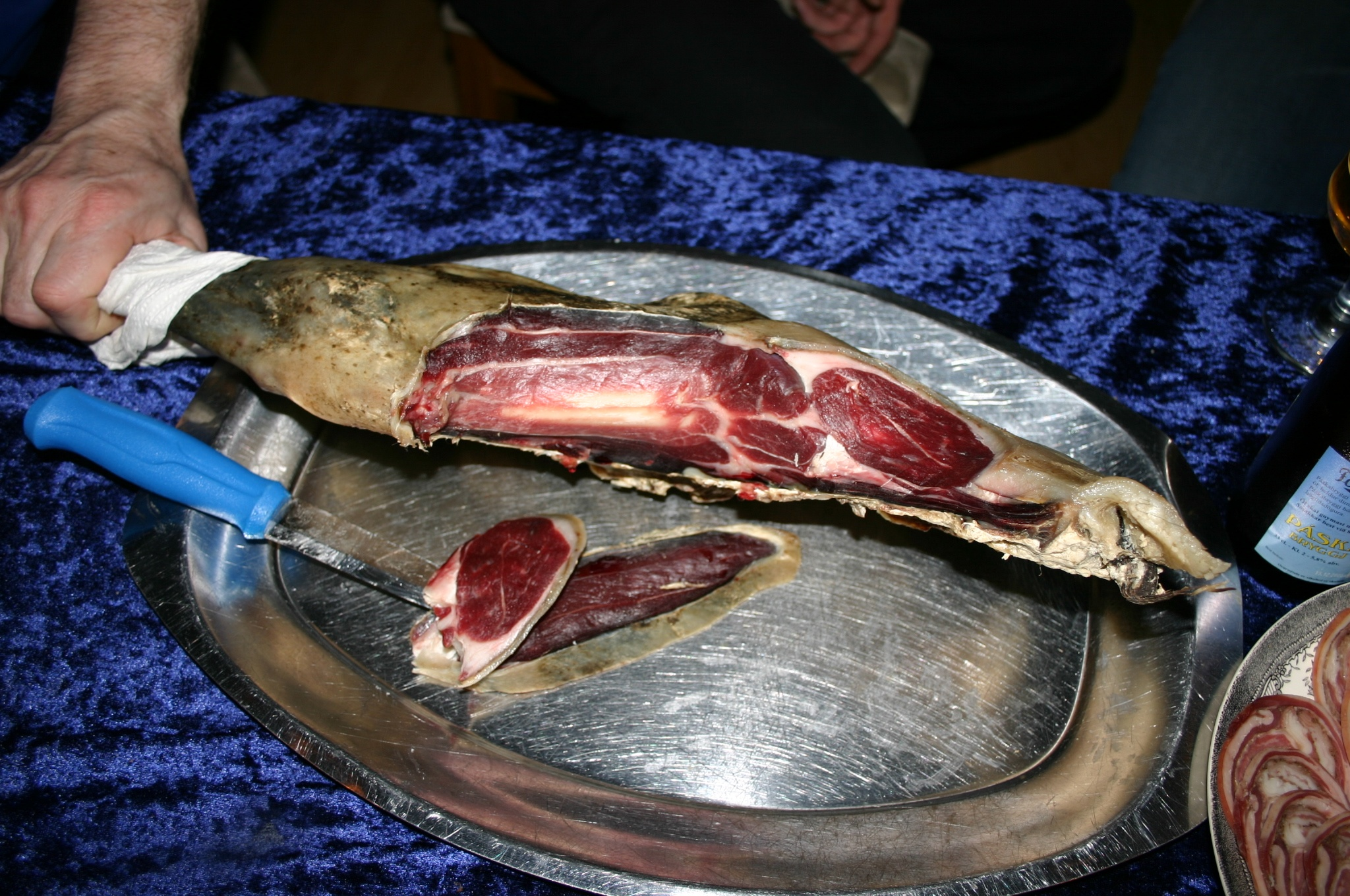
Skerpikjøt.

De l'ovella se n'aprofitava tot. A més de la carn, s'utilitzaven el cap, els peus, el fetge, els pulmons, el cor i el rumen, així com la sang (anomenada avroð en feroès). Avui en dia els costums han canviat i ja no se n'aprofita tot (per exemple, els peus ja no són de consum habitual), tot i que a les petites illes i assentaments on no s'hi tenen ingressos elevats, les ovelles encara són font completa de menjar.
Les Illes Fèroe sempre han proporcionat pastures per a un màxim de 70.000 ovelles. Això ja estava regulat a la Carta de les ovelles de 1298. La llana feroesa sempre ha estat un important producte d’exportació, mentre que la carn era la suficient per al consum d’entre 1400 i 5000 habitants constants. Amb l’abolició del monopoli comercial sobre les Illes Fèroe el 1856, la pesca d’altura va guanyar importància i, gràcies també dels avenços en medicina, l'arxipèlag va experimentar un creixement demogràfic significatiu (la població ara és deu cops més gran que fa 200 anys). Per tant, avui s'ha d’importar carn d’ovella.
En el passat les balenes també nodrien d'alimentació a través de tots els seus elements (fetge, ronyons, etc), tanmateix les investigacions han demostrat que contenen quantitats excessives de substàncies tòxiques, per culpa de la contaminació que produeixen els països industrialitzats, i ja no se n'aconsella el consum. La carn de balena i el llard de porc també contenen, per exemple, mercuri, tot i que es menja igualment. El Departament de Medicina del Treball i Salut Pública amb el doctor Pál Weihe i científics internacionals com P. Grandjean van dur a terme diversos anys d’investigació sobre l'efecte del mercuri i la contaminació bifenil policlorada de la balena cap d'olla. S'han anat fent investigacions des de 1977 a les Illes Fèroe i han donat lloc a recomanacions dietètiques pel que fa al consum d'aquesta balena i el seu greix. Fa uns anys, el consell era que els feroesos mengessin carn de balena com a màxim una vegada al mes. Posteriorment, la recomanació va canviar quan Høgni Debes Joensen, cap mèdic de les Illes Fèroe, va declarar que se n'hauria de menjar gens carn o balena per al consum humà.
Finalment, el 2011 les autoritats veterinàries i alimentàries de les Illes Fèroe, Heilsufrøðiliga Starvsstovan, van tornar a recomar que el consum de carn de balena no fos gaire habitual, només aproximadament un cop al mes. Al mateix temps, van informar que els ronyons i el fetge de la balena estan tan contaminats amb mercuri, PCB i dioxina que no se'n recomana en absolut per al consum humà. També recomanen que les dones que vulguin quedar-se embarassades s'abstinguin de menjar greix i carn de balena i que les dones que n'estiguin, d'embarassades, o a punt de quedar-se'n tampoc no en mengin.
Les darreres dècades els gustos populars s'han anat apropant als costums europeus, el que ha comportat un augment del consum de verdures en detriment del consum de peix, que ha disminuït. La carn de xai, ja sigui fresca o ræst, continua sent molt popular mentre que els productes carnis tradicionals, com ara diversos tipus d'embotits, han perdut atractiu entre les generacions més joves.

## Característiques
El clima de les illes no és adequat per al conreu de cereals i verdures. Per tant, el menjar tradicional de les Illes Fèroe consisteix en bona part en carn d’animals de granja, així com de mamífers i aus salvatges i peixos Les patates es van fer habituals al segle xix; per a la majoria de feroesos són indispensables avui en dia i es mengen diàriament. Molta gent de l'arxipèlag no menja verdures o ho fa esporàdicament.

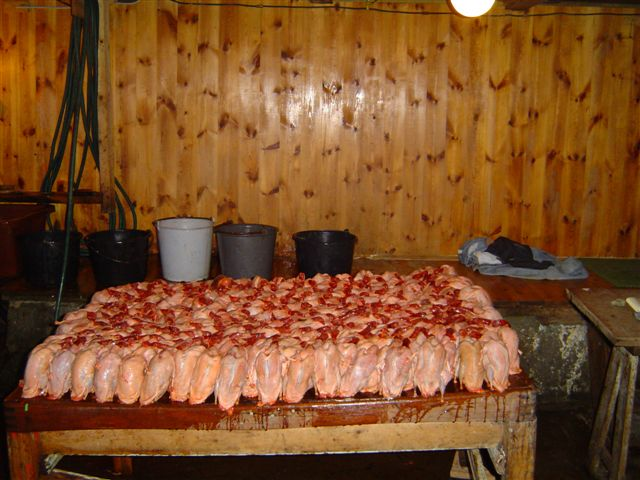
Frarets preparats per a ser cuinats a Stóra Dímun.

Els aliments tradicionals de les Illes Fèroe inclouen el skerpikjøt (un tipus de carn d'ovella seca), marisc, carn de balena, greix de mamífer marí, garnatálg, frarets de les Fèroe, patates i algunes verdures fresques.
Gran part del sabor d’aquest menjar tradicional està condicionat pels mètodes de conservació dels alimentsː salmorra, assecat i maduració de carn i peix (anomenats ræstkjøt i ræstur fiskur respectivament).

## Tipus de menjar

### Peix

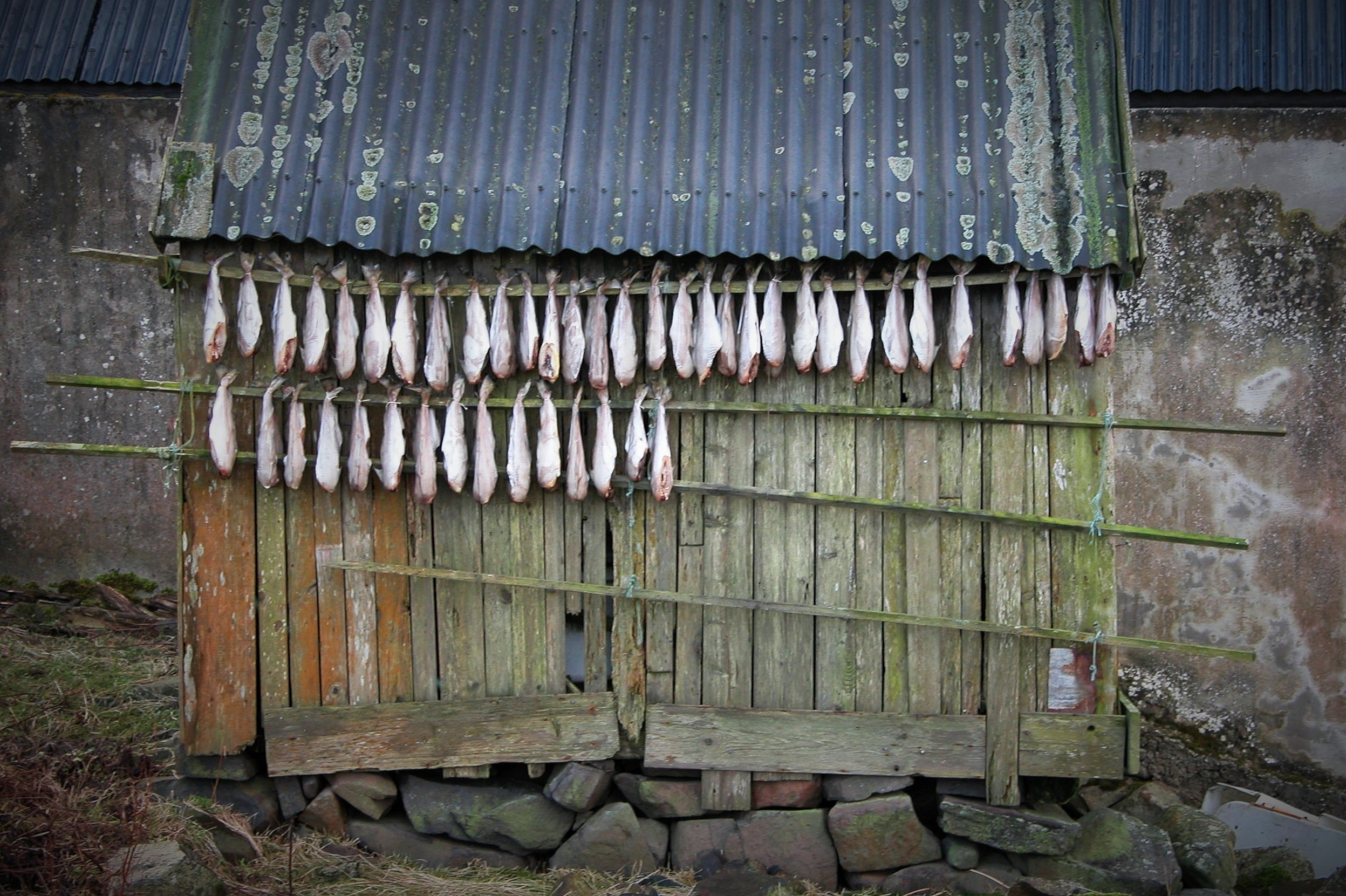
Assecat de peix a l'illa de Suðuroy.

Els plats de peix a les Illes Fèroe són tradicionalment de captures a les aigües de l'Atlàntic Nord. El peix fresc a l'arxipèlag es pot prendre durant tot l'any. Els feroesos mengen sobretot eglefí, palaia, halibut, sardina i gambetes.
Els fiskaknettir són unes boletes de peix fetes amb eglefí fresc i sèu d’ovella. El rognaknettir elaborat amb ous de peix és una especialitat particular. Una sopa anomenada knettasúpan també es fa a partir de les boletes de peix. Per la seva banda la fisksúpan és una sopa a base de peix acabat de pescar. També hi ha pastissos de peix anomenats frikadellur o fiskabolli. El fiskakøka és un pastís de peix o púding.

### Carn
Tradicionalment, la principal font de carn era l'ovella domèstica, l’animal de granja més comú a les Illes Fèroe. Tot i així, les ovelles també s'utilitzaven per a extreure'n la llana. El tractament d'aquesta carn més popular és el skerpikjøt, un xai ben envellit i assecat al vent, que és força mastegable. L'assecador, conegut com a hjallur, és una característica estàndard a moltes cases de les Illes Feroes, especialment a les petites ciutats i pobles. Altres aliments tradicionals són el ræst kjøt (xai semi-assecat) i el ræstur fiskur, peix madurat.
També existeixen embotits tradicionals feroesos com el Garnatálg (salsitxa enrotllada feta amb greixos i entranyes d'ovella) o la butifarra de xai.

### Balena
Una altra especialitat feroesa és la tvøst og spik, la carn de balena cap d'olla i el seu greix. La carn i el greix es poden conservar i preparar de diferents maneres. Sovint es talla en rodanxes fines i llargues, que s'anomenen likkja (o grindalikkja) en singular i likkjur (o grindalikkjur) en plural, i es penja per a assecar-se. Sovint s'utilitzen per a l’anomenada kalt borð (taula freda), que és una taula amb una gran varietat de plats frets feroesos i/o estrangers. La kalda borðið s'utilitza per a ocasions festives. La carn de balena també es pot bullir o, menys tradicionalment, fregir com a filets. També hi ha dues maneres de salar la carn de balena: en sal seca o en aigua salada (saltlakað grind). Les patates bullides acompanyen normalment la carn de balena i el greix, tot i que aquesta tradició no és gaire antiga, ja que les patates no van ser habituals a les Illes Fèroe fins al segle xix.

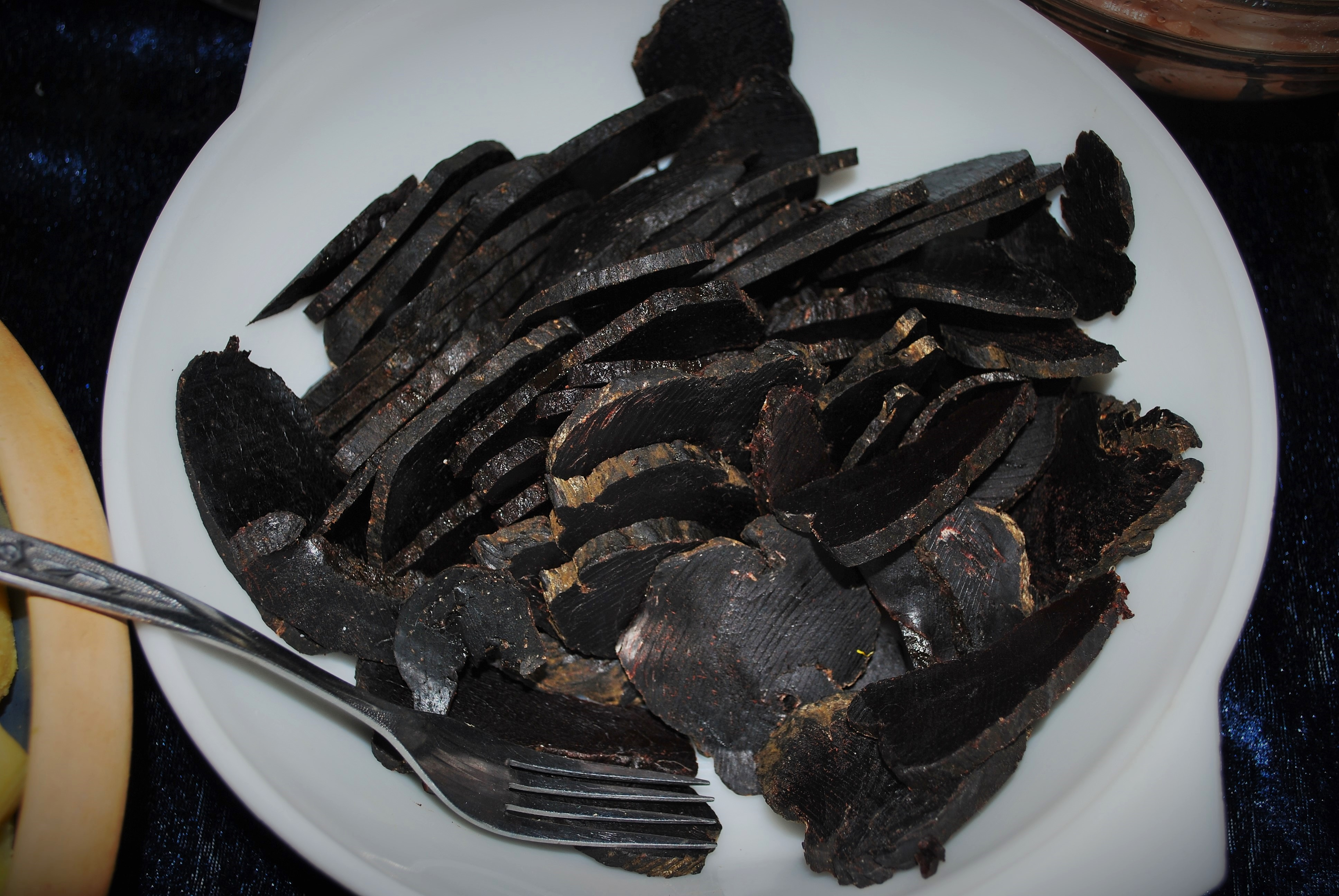
Tvøst, plat tradicional format per carn de balena cap d'olla seca.

El tvøst og spik (cansalada i carn de balena cap d'olla, també cansalada de foca) es considera particularment nutritiva i rica en vitamines, alhora que és un dels productes més econòmics, ja que la seva carn no sol ser comercialitzada, sinó distribuïda entre població segons un codi antic. En conseqüència, difícilment se'n pot trobar als supermercats. El saltgrind és una carn de balena cap d'olla bullida i salada que se sol servir amb patates i mostassa. El grindabúffur és un filet de balena amb salsa blanca i patates.

V. U. Hammershaimb va escriure a la seva antologia de 1891 el següent: 
Aquestes balenes tenen un gran valor per a la població local. Les grans quantitats de carn proporcionen molts aliments en estat fresc, sec i salat, de manera que en un bon any de trituració en podreu menjar cada dia. És un menjar saludable i nutritiu que no avorreix mai. 
També descriu com es reciclen totes les parts de la balena, la cansalada no només s'asseca i se sala, sinó que també es fonia en oli com a combustible per a les làmpades de la Roykstova (sala central sense finestres de les cases tradicionals feroeses).

### Ocells marins

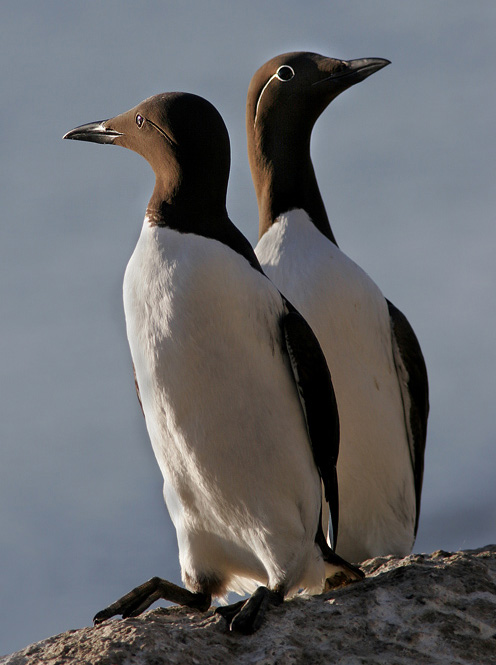
Sogormollaire comú.

Encara es capturen tradicionalment ocells marins. Es fa amb el fleygastong ("pal per a atrapar ocells"). El més popular i saborós és el lundi (fraret).
Fyltur lundi és el fraret farcit d’una massa de farina i panses. El havhestur (fulmar) i el lomvigi (somorgollaire) també es poden trobar a la cuina feroesa.
També es cuinen els ous dels ocells marins, que s'obtenen saquejant-ne els nius.

### Verdures
La patata (epli) és un dels principals productes de l’agricultura feroesa. Es va introduir a l'arxipèlag al segle xix. Abans, el nap era la verdura que dominava. Més d'una pàgina del diccionari feroès està dedicada a dotzenes de paraules clau que tenen a veure amb les patates, inclosos diversos plats que reben el terme eplamatur (plat de patates). En aquest diccionari s'hi esmenta l’eplasúpan (sopa de patata) i l’esplasalat (amanida de patata), a part de la funció habitual com a guarnició de carn i peix. Moltes famílies del camp compren patates del seu propi camp, l’eplabøur. El temps de collita cau a l’agost, el moment en què se'n pot esperar més producció.
El ruibarbre feroès té també paper important. Es cultiva al rabarbugarður, el jardí local del ruibarbre. A diferència del ruibarbre del continent, el feroès és en gran part lliure d'àcid oxàlic. El rabarbugreytur (gra de ruibarbre) són unes postres popular i el rabarbusúltutoy (melmelada de ruibarbre) es menja per esmorzar. La sopa de ruibarbre s'anomena rabarbusuppa, i fins i tot hi ha un rabarbuvín (vi de ruibarbre).

## Curiositats
- El febrer de 2017, el restaurant Koks va rebre una estrella a la Guia Michelin. Koks utilitza principalment ingredients locals com el peix, el marisc o el xai.[10][11] El restaurant estava instal·lat a l'Hotel Føroyar durant els primers anys, però des del maig del 2016, el restaurant es troba a Kirkjubøur.[12][8]

- L’agost de 2017, els feroesos van guanyar 3 premis Embla (3 de 7 categories totals). Embla és un premi conjunt d’aliments nòrdics que es va atorgar per primera vegada el 2017. El xef feroès Leif Sørensen va guanyar a la categoria "Artesà alimentari nòrdic", Dímunargarður va guanyar el premi al "Productor nòrdic de matèries primeres" i Heimablídni va guanyar a la categoria de "Destí de menjar nòrdic".[13]